# Papiri cacau
Espèce
Papiri cacau est une espèce d'araignées aranéomorphes de la famille des Sparassidae.

## Distribution
Cette espèce est endémique du Brésil. Elle se rencontre dans les États de Bahia et du Pernambouc.

## Description
Le mâle holotype mesure 10,3 mm et la femelle paratype 13,4 mm, les mâles mesurent de 8,9 à 10,3 mm et les femelles de 10,4 à 13,4 mm.

## Systématique et taxinomie
Cette espèce a été décrite par Rheims en 2025.

## Publication originale
- Rheims, 2025 : « Papiri gen. nov., a new genus of huntsman spiders (Araneae: Sparassidae: Sparianthinae) from Brazil. » Zootaxa, no 5583(3), p. 526-548.